# Kerékteleki
Kerékteleki község Komárom-Esztergom vármegyében, a Kisbéri járásban.

## Fekvése
A Kisalföld délkeleti részén, Kisbértől 9, Mezőörstől 10, legközelebbi szomszédjától, Bársonyostól pedig 3,5 kilométer távolságra található. Közigazgatási területén áthalad a Székesfehérvártól Győrig vezető 81-es főút is, de lakott részein csak a 8221-es út vezet végig.

## Története
Keréktelekit 1237-ben említik először az oklevelekben, Keregj alakban.
A nevében szereplő "telek" valószínűleg az elpusztult, üres "telek"-ké vált helyre utal.
1453-ban Kerekes Pál  tatai várkapitány kapja királyi adományként Hunyadi Mátyás király-tól.
Később a törökök martalékává vált.
A 16-17. században a település lakatlanul állt, s a korabeli források csak  1739-ben említik újból.
Újratelepülése a Rákóczi-szabadságharc utáni időkre tehető, mivel a 18. század végére már 640 lakosát jegyezték fel.
Az 1945 előtti években határának nagyobbik része a Kisbéri ménesbirtok-hoz tartozott.
Keréktelekit 1950-ben csatolták Veszprém vármegyétől Komárom megyéhez.
A település lakossága főként mezőgazdaságból él.

## Közélete

### Polgármesterei
- 1990–1994: Hajdók Levente (független)[3]
- 1994–1998: Tóth Gyula (független)[4]
- 1998–2002: Hajdók Levente László (független)[5]
- 2002–2006: Hajdók Levente László (független)[6]
- 2006–2010: György István (független)[7]
- 2010–2014: György István (független)[8]
- 2014–2019: György István (független)[9]
- 2019–2024: György István (független)[10]
- 2024– : Hajdók Levente László (független)[1]

## Népesség
A település népességének változása:
| Lakosok száma | 689  | 682  | 689  | 676  | 646  | 614  | 633  |
|               | 2013 | 2014 | 2015 | 2021 | 2022 | 2023 | 2024 |

A 2011-es népszámlálás során a lakosok 85,7%-a magyarnak, 0,4% cigánynak, 0,3% lengyelnek, 0,6% németnek mondta magát (14,3% nem nyilatkozott; a kettős identitások miatt a végösszeg nagyobb lehet 100%-nál). A vallási megoszlás a következő volt: római katolikus 57,4%, református 6,1%, evangélikus 1,4%, görögkatolikus 0,3%, felekezeten kívüli 8% (26,1% nem nyilatkozott).
2022-ben a lakosság 84,5%-a vallotta magát magyarnak, 1,2% németnek, 0,6% cigánynak, 0,3% horvátnak, 0,2-0,2% szerbnek, görögnek, románnak és ruszinnak, 1,7% egyéb, nem hazai nemzetiségűnek (15,2% nem nyilatkozott; a kettős identitások miatt a végösszeg nagyobb lehet 100%-nál). Vallásuk szerint 34,1% volt római katolikus, 4,3% református, 1,9% evangélikus, 0,3% görög katolikus, 0,8% egyéb keresztény, 1,7% egyéb katolikus, 12,2% felekezeten kívüli (44,7% nem válaszolt).

## Nevezetességei
- 1746-ban barokk stílusban épült műemlék jellegű temetőkápolnáját ma a település templomának használják.
- Barokk oromfalú Rakovszky-kúria.
- Hunkár-kastély
- Madarász-kúria